# Mesjid Tiba
Mesjid Tiba is een bestuurslaag in het regentschap Pidie van de provincie Atjeh, Indonesië. Mesjid Tiba telt 514 inwoners (volkstelling 2010).